# Pandemia de COVID-19 em São Tomé e Príncipe
Este artigo documenta os impactos da pandemia de coronavírus de 2020 em São Tomé e Príncipe e pode não incluir todas as principais respostas e medidas contemporâneas.

## Cronologia
Os primeiros casos no país, quatro, foram confirmados em 6 de Abril pelo primeiro-ministro são-tomense, Jorge Bom Jesus.
Novos testes nos mesmos indivíduos revelaram-se negativos, pelo que o país continuava em 20 de Abril sem registar qualquer caso confirmado. No entanto três casos foram confirmados em 21 de Abril.